# Orbita della Luna
La Luna completa la sua orbita intorno alla Terra in circa 27,32 giorni (mese siderale). La Terra e la Luna orbitano attorno al loro baricentro (centro di massa comune) che si trova a circa 4.600 km dal centro della Terra (circa tre quarti del raggio terrestre). La Luna si trova mediamente a una distanza di circa 385.000 km dal centro della Terra, che corrisponde a 60 raggi terrestri circa. Con una velocità orbitale media di 1,022 km/s, la Luna si muove rispetto alle stelle ogni ora di una distanza pari al suo diametro angolare, cioè 0,5° circa. Diversamente dalla maggior parte dei satelliti degli altri pianeti, l'orbita della Luna è vicina al piano dell'eclittica, piuttosto che al piano equatoriale della Terra. Il piano dell'orbita lunare è inclinato rispetto all'eclittica di circa 5,1°, mentre l'asse di rotazione della Luna è inclinato di soli 1,5°.
| Proprietà                                                      | Valore                           |
| -------------------------------------------------------------- | -------------------------------- |
| Semiasse maggiore                                              | 384.748 km                       |
| Distanza media                                                 | 385.000 km                       |
| Distanza al perigeo                                            | ~362.600 km (356.400-370.400 km) |
| Distanza all'apogeo                                            | ~405.400 km (404.000-406.700 km) |
| Eccentricità media                                             | 0,0549006 (0,026 – 0,077)        |
| Inclinazione orbitale media dell'orbita rispetto all'eclittica | 5,14° (4,99 – 5,30)              |
| Inclinazione assiale media                                     | 6,58°                            |
| Inclinazione media dell'equatore lunare rispetto all'eclittica | 1,543°                           |
| Periodo di Retrogradazione dei nodi                            | 18,5996 anni                     |
| Periodo di recessione della linea degli apsidi                 | 8,8504 anni                      |

## Proprietà

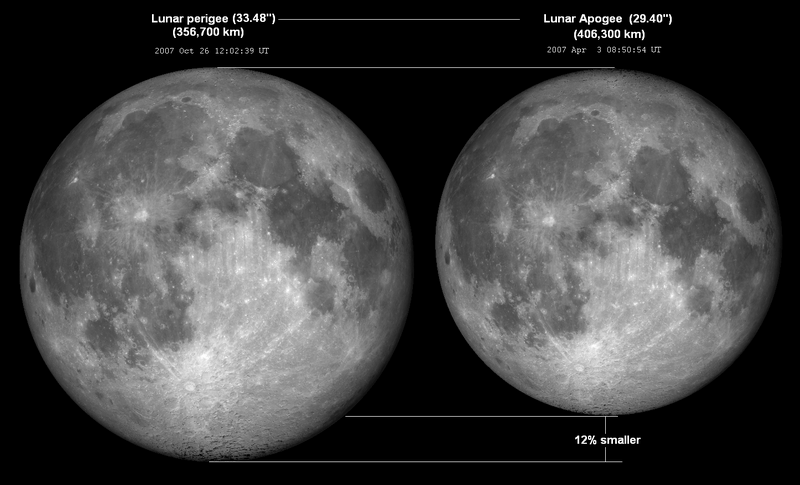
Confronto tra le dimensioni apparenti della Luna al perigeo e all'apogeo

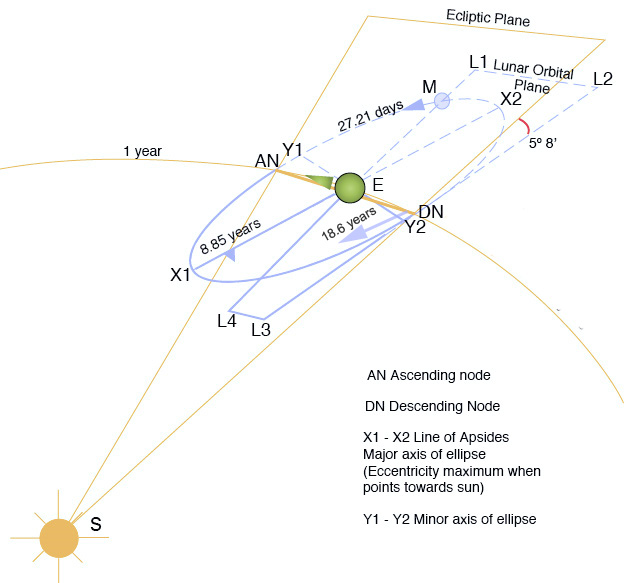
Principali perturbazioni dell'orbita lunare

Definizione dei parametri orbitali.

Le proprietà delle orbite descritte in questa sezione sono approssimazioni. L'orbita della Luna attorno alla Terra ha molte irregolarità (perturbazioni).

### Forma ellittica
L'orbita della Luna ha un'eccentricità media di 0,0549. La forma non circolare dell'orbita lunare provoca variazioni nella velocità angolare della Luna e nelle dimensioni apparenti, avvicinandosi alla Terra o allontanandosene. Il moto angolare medio rispetto a un osservatore immaginario situato nel baricentro è di 13,176° verso est.

### Apsidi
L'orientamento dell'orbita non è fisso nello spazio ma, col tempo, è soggetto a precessione. Il punto più vicino e quello più lontano dell'orbita sono rispettivamente il perigeo e l'apogeo. La linea congiungente i due punti – la linea degli apsidi – ruota lentamente nella stessa direzione della Luna – moto diretto – facendo un giro completo in 3.232,6054 giorni corrispondenti a 8,85 anni circa.

### Elongazione
L'elongazione della Luna è, in ogni momento, la sua distanza angolare ad est del Sole. In fase di luna nuova, elongazione di 0°, la Luna è in congiunzione. In fase di luna piena, elongazione di 180°, la Luna è in opposizione. In entrambi i casi si dice che la Luna è nelle sizigie, cioè Sole, Luna e Terra sono quasi allineati. Quando l'elongazione è di 90° o 270°, la Luna è in quadratura.

### Nodi
I nodi sono i punti in cui l'orbita della Luna attraversa l'eclittica. La Luna attraversa lo stesso nodo ogni 27,2122 giorni, un intervallo che si chiama mese draconico. La linea dei nodi, cioè l'intersezione tra i due rispettivi piani, ha un moto retrogrado: per un osservatore sulla Terra ruota verso ovest lungo l'eclittica con un periodo di 18,60 anni o 19,3549° all'anno. Visti dal polo nord celeste, i nodi si muovono in senso orario intorno alla Terra, in senso contrario alla rotazione della Terra stessa e della sua rivoluzione intorno al Sole. Eclissi lunari e solari possono verificarsi quando i nodi sono allineati con il Sole, il che avviene ogni 173,3 giorni circa. Anche l'inclinazione dell'orbita lunare determina le eclissi, le ombre si verificano quando i nodi coincidono con luna piena o nuova, con Sole, Terra e Luna allineati.

### Inclinazione
L'inclinazione media dell'orbita lunare rispetto al piano dell'eclittica è di 5,145°. Inoltre l'asse di rotazione della Luna non è perpendicolare al suo piano orbitale, ma è inclinato di un valore costante di 6,688°. Si potrebbe pensare che, a seguito della precessione del piano orbitale della Luna, l'angolo tra l'equatore lunare e l'eclittica possa variare tra la somma (11,833°) e la differenza (1,543°) di questi due angoli. Tuttavia, come fu scoperto da Jacques Cassini nel 1722, l'asse di rotazione della Luna è soggetto a precessione con la stessa velocità del suo piano orbitale, ma è sfasato di 180° (vedi legge di Cassini). Così, anche se l'asse di rotazione della Luna non è fisso rispetto alle stelle, l'angolo tra l'eclittica e l'equatore lunare è sempre di 1,543°.

Luna che orbita attorno alla Terra con dimensioni e distanze in scala. Ogni pixel rappresenta 500 km.

## Periodi lunari
| Nome              | Valore (giorni) | Definizione                                                                   |
| ----------------- | --------------- | ----------------------------------------------------------------------------- |
| mese siderale     | 27,32166155     | rispetto alle stelle fisse (13,36874634 passaggi per orbita solare)           |
| mese sinodico     | 29,53058886     | rispetto al Sole (fasi della Luna, 12,36874634 passaggi per orbita solare)    |
| mese tropico      | 27,321582       | rispetto al punto vernale (precessione in ~26.000 anni)                       |
| mese anomalistico | 27,554550       | rispetto al perigeo (recessione in 3.232,6054 giorni = 8,8504 anni)           |
| mese draconico    | 27,212220815    | rispetto al nodo ascendente (precessione in 6.793,4765 giorni = 18,5996 anni) |

Ci sono diversi modi per misurare quanto tempo impiega la Luna per completare un'orbita. Il mese siderale è il tempo che ci vuole per fare un'orbita completa rispetto alle stelle fisse, 27,3 giorni circa. Invece il mese sinodico, la cui durata è di 29,5 giorni circa, è il tempo necessario alla Luna per raggiungere la stessa fase. Il periodo sinodico è più lungo del periodo siderale perché il sistema Terra-Luna si muove di una ben precisa distanza nella sua orbita attorno al Sole durante ogni mese siderale, ed è quindi necessaria una maggior durata per ottenere la stessa geometria relativa. Altre definizioni della durata di un mese lunare sono: il tempo necessario per passare due volte al perigeo (mese anomalistico), al nodo ascendente (mese draconico), e per una determinata longitudine eclittica (mese tropico). A causa della lenta precessione dell'orbita lunare, questi ultimi tre periodi sono leggermente diversi dal mese siderale. La durata media di un mese di calendario (1⁄12 di anno) è di circa 30,4 giorni.

## Maree
L'attrazione gravitazionale che la Luna esercita sulla Terra è la causa principale delle maree, mentre il Sole ha minore influenza. Se la Terra avesse un oceano globale di profondità uniforme, la Luna agirebbe deformando sia la terra solida (di una piccola quantità) che l'oceano formando un ellissoide con i punti più alti direttamente sotto la Luna e sul lato opposto della Terra. Tuttavia, a causa delle irregolarità della costa e delle profondità oceaniche variabili, questa idealizzazione viene realizzata solo in parte. Mentre il periodo del flusso mareale è per lo più sincronizzato con l'orbita della Luna attorno alla Terra, la sua fase può variare. Ad esempio, in alcuni luoghi della Terra vi è una sola alta marea al giorno.
A causa della rotazione terrestre, i rigonfiamenti mareali sulla Terra si formano un poco più avanti rispetto all'asse Terra-Luna. Questo fatto è una diretta conseguenza dell'attrito e della dissipazione di energia dovuti all'acqua che si muove sul fondo dell'oceano, che entra in baie o esce da estuari. Ciascun rigonfiamento esercita una piccola attrazione gravitazionale sulla Luna, con il rigonfiamento sulla faccia della Terra più vicina alla Luna che tira in una direzione leggermente in avanti lungo l'orbita della Luna, poiché la rotazione della Terra ha portato in avanti il rigonfiamento. Il rigonfiamento sull'altro lato ha l'effetto opposto, ma quello più vicino prevale, a causa della minor distanza dalla Luna. Come risultato, un po' di momento angolare (o rotazionale) della Terra viene gradualmente trasferito al momento orbitale della Luna, e questo fa sì che la Luna receda lentamente dalla Terra alla velocità di circa 38 millimetri all'anno. Per conservare il momento angolare, la rotazione della Terra sta gradualmente rallentando, e il giorno della Terra si allunga quindi di circa 23 microsecondi ogni anno (escluso l'assestamento post-glaciale). Entrambi i valori sono validi solo per l'attuale configurazione dei continenti. Strati di sedimenti formati da maree mostrano che centinaia di milioni di anni fa la Luna recedeva a un tasso medio di 22 millimetri all'anno e il giorno si allungava di 12 microsecondi all'anno; entrambi i valori sono circa la metà di quelli attuali.
La Luna si sta gradualmente allontanando dalla Terra su un'orbita più alta, e alcuni calcoli indicano che questa tendenza potrebbe continuare per cinquanta miliardi di anni circa. A quel punto, la Terra e la Luna verrebbero a trovarsi in quella che viene chiamata una "risonanza spin-orbita" o "rotazione sincrona", in cui la Luna gira intorno alla Terra in circa 47 giorni (attualmente 27), ed entrambe ruotano attorno ai propri assi impiegando lo stesso tempo, rivolgendo sempre la stessa faccia l'una all'altra. (Questo è già successo alla Luna, che rivolge sempre la stessa faccia verso la Terra, e sta lentamente succedendo anche alla Terra). Tuttavia, il rallentamento della rotazione terrestre non sta avvenendo abbastanza velocemente da allungare la rotazione a un mese prima che altri effetti cambino la situazione: tra circa 2,3 miliardi di anni, l'aumento della radiazione solare avrà causato la vaporizzazione degli oceani terrestri, eliminando la maggior parte dell'attrito e dell'accelerazione mareali.

## Librazione

Animazione della Luna vista attraverso le sue fasi. L'oscillazione apparente della Luna rappresenta la librazione.

La Luna è in rotazione sincrona, nel senso che rivolge sempre la stessa faccia verso la Terra. Tuttavia, ciò è vero solo mediamente, in quanto l'orbita della Luna è eccentrica. Di conseguenza, la velocità angolare della Luna varia nel muoversi attorno alla Terra, non risultando, quindi, sempre uguale alla velocità di rotazione della Luna. Quando è al suo perigeo, la sua rotazione è più lenta rispetto al suo moto orbitale, e questo ci permette di vedere fino a otto gradi di longitudine del suo lato opposto orientale (destra). Al contrario, quando la Luna raggiunge il suo apogeo, la rotazione è più veloce rispetto al suo moto orbitale, e questo rivela otto gradi di longitudine del suo lato opposto occidentale (a sinistra). Questo fenomeno si chiama librazione longitudinale.
Poiché l'orbita lunare è inclinata di 5,1° rispetto al piano dell'eclittica terrestre, l'asse di rotazione della Luna sembra ruotare verso di noi e lontano da noi durante un'orbita completa. Si tratta della librazione latitudinale, che ci permette di vedere quasi 7° di latitudine al di là del polo sul lato opposto. Infine, poiché la Luna si trova solo a 60 raggi terrestri circa di distanza dal centro di massa della Terra, un osservatore all'equatore che osservasse la Luna per tutta la notte si sposterebbe lateralmente di un diametro terrestre. Ciò dà luogo a una librazione diurna, che permette di visualizzare un ulteriore grado di longitudine lunare. Per lo stesso motivo, osservatori a entrambi i poli geografici della Terra sarebbero in grado di vedere un ulteriore grado di librazione in latitudine.

## Traiettoria attorno al Sole

Il percorso orbitale della Luna attorno al Sole (grigio), mentre accompagna la Terra nel suo percorso attorno al Sole (blu), è sempre convesso verso l'esterno. (il Sole si trova al di sotto e a sinistra del diagramma.)

L'orbita che la Luna percorre intorno al Sole ma allo stesso tempo intorno alla Terra si chiama movimento di traslazione.
Guardando dal polo nord celeste, vale a dire dalla stella Polare, la Luna orbita attorno alla Terra in senso antiorario, la Terra orbita attorno al Sole in senso antiorario, ed entrambe ruotano attorno al proprio asse in senso antiorario.
Nelle rappresentazioni del sistema solare, è comune disegnare la traiettoria della Terra dal punto di vista del Sole, e la traiettoria della Luna dal punto di vista della Terra. Ciò potrebbe dare l'impressione che la Luna, se osservata dal punto di vista del Sole, giri intorno alla Terra in modo tale da andare qualche volta all'indietro. Tuttavia non è così, in quanto la velocità orbitale della Luna attorno alla Terra (1 km/s) è molto più bassa rispetto a quella della Terra attorno al Sole (30 km/s). Non ci sono loop all'indietro nell'orbita solare della Luna.
Considerando il sistema Terra-Luna come un pianeta binario, il loro centro di gravità comune è all'interno della Terra, a 4624 km circa dal centro, equivalente al 72,6% del suo raggio. Questo centro di gravità rimane in linea verso la Luna mentre la Terra completa la sua rotazione diurna. È questo centro di gravità reciproco che determina il percorso del sistema Terra-Luna nell'orbita solare. Di conseguenza, il centro della Terra vira all'interno e all'esterno del percorso orbitale durante ogni mese sinodico, mentre la Luna si muove in direzione opposta.
A differenza della maggior parte dei satelliti del Sistema Solare, la traiettoria della Luna attorno al Sole è molto simile a quella della Terra. L'effetto gravitazionale del Sole sulla Luna è di oltre due volte più grande di quella della Terra sulla Luna; di conseguenza, la traiettoria della Luna è sempre convessa (come si vedrebbe guardando l'intero sistema Luna/Terra/Sole da grande distanza, dall'esterno dell'orbita solare Terra/Luna), non è concava in alcun punto, né forma dei loop.